# Rupert (Pennsilvània)
Rupert és una concentració de població designada pel cens dels Estats Units a l'estat de Pennsilvània. Segons el cens del 2000 tenia 174 habitants.

## Demografia
Segons el cens del 2000, Rupert tenia 174 habitants, 72 habitatges, i 49 famílies. La densitat de població era de 73,8 habitants/km².
Dels 72 habitatges en un 27,8% hi vivien nens de menys de 18 anys, en un 56,9% hi vivien parelles casades, en un 5,6% dones solteres, i en un 30,6% no eren unitats familiars. En el 29,2% dels habitatges hi vivien persones soles el 13,9% de les quals corresponia a persones de 65 anys o més que vivien soles. El nombre mitjà de persones vivint en cada habitatge era de 2,42 i el nombre mitjà de persones que vivien en cada família era de 2,96.
Per edats la població es repartia de la següent manera: un 23,6% tenia menys de 18 anys, un 8,6% entre 18 i 24, un 25,9% entre 25 i 44, un 27,6% de 45 a 60 i un 14,4% 65 anys o més.
L'edat mediana era de 40 anys. Per cada 100 dones de 18 o més anys hi havia 95,6 homes.
La renda mediana per habitatge era de 32.321 $ i la renda mediana per família de 46.667 $. Els homes tenien una renda mediana de 33.438 $ mentre que les dones 24.583 $. La renda per capita de la població era de 20.412 $. Cap de les famílies i el 3,4% de la població estaven per davall del llindar de pobresa.

## Poblacions més properes
El següent diagrama mostra les poblacions més properes.